# アシマ・チャタジー
アシマ・チャタジー（Asima Chatterjee、1917年9月23日-2006年11月22日）は、インドの有機化学者で、フィトメディシン（植物療法）の研究で知られる。最も顕著な業績は、ビンカアルカロイドの研究や抗てんかん薬、抗マラリア剤の開発等である。また、インド亜大陸の薬草についての多くの書物を著した。インドの大学から理学博士号を授与された最初の女性である。

## 人生

### 幼少期
彼女は、1917年9月23日にベンガルで生まれた。医学博士Indra Narayan Mukherjeeとその妻Kamala Deviの2人の子供の長子であった。コルカタの中流家庭で育ち、自由に学問する環境を与えられた。父は植物に対する興味が非常に強く、チャタジーもその興味を共有した。コルカタにあるコルカタ大学内のスコティッシュ・チャーチ・カレッジで化学を学び、1936年に優秀な成績で卒業した。

### 研究
コルカタ大学内のラジャバザー・サイエンス・カレッジで、1938年に有機化学の修士号、1944年に有機化学の博士号を取得した。彼女は、インド人女性として初めて理学博士号を取得した。博士研究では、植物生産物の化学と合成有機化学に焦点を当てた。当時の指導教官の中には、プラフラ・チャンドラ・レイとサティエンドラ・ボースがいた。さらに、ウィスコンシン大学マディソン校、カリフォルニア工科大学でも研究を行った。
彼女の研究の中心は、自然物の化学であり、抗痙攣薬、抗マラリア剤、化学療法剤の開発につながった。約40年間かけて、様々なアルカロイドの研究を行った。また、ナンゴクデンジソウの抗てんかん作用、ジタノキ、チレッタソウ、ピクロリア・クルロオア、ナンテンカズラの抗マラリア作用も発見した。しかし、これらの薬品は、これらの症状に対して現在利用されている薬品と臨床的に競合するということは示されていない。彼女の業績は、Ayush-56と呼ばれる抗てんかん薬やいくつかの抗マラリア剤の開発に繋がった。
彼女は、約400報の論文を書いており、国内外の学術誌に掲載されている。

### 業績
彼女の業績には、以下のようなものがある。
- キョウチクトウ科のRauwolfia canescensのアルカロイドの研究
- ほぼ全ての種類のインドールアルカロイドの研究
- アジマリシンとサルパギンの構造及び立体化学の解明
- サルパギンの立体配置の最初の提案
- キョウチクトウ科のRhazya strictaにおけるインドールアルカロイド生合成の主要前駆体となるガイソシジンの同定と分析
- 多くのインドールアルカロイド、キノリンアルカロイド、イソキノリンアルカロイドの合成研究
- アルカロイド合成に関連したβ-フェニルエタノールアミンの合成法の開発
- ルヴンガスカンデンスから単離されるルバンゲチンの構造の解明
- プレニル化クマリンに対する様々なルイス酸の作用の研究と多くの複雑なクマリンの単純な合成経路の開発
- β-フェニルエタノールアミンの酸触媒ヒドラミン分解のメカニズムの研究
- 有機化合物中の末端二重結合及び環外二重結合の検出及び位置決定への過ヨウ素酸の利用

### キャリア
コルカタ大学のベスーン・カレッジに加わり、化学部を立ち上げた。1954年にコルカタ大学のユニバーシティ・カレッジ・オブ・サイエンスに参加し、純粋化学の准教授となった。

## 受賞等
- 1960年：インド科学アカデミーのフェローに選出[2]
- 1961年：女性として初めてシャンティ・スワロープ・バットナガー科学技術賞を受賞[2]
- 1975年：パドマ・ブーシャン勲章を受章。インド科学会議で女性初の議長に選出[2]
- 様々な大学から名誉理学博士号を授与[2]
- 1982年2月から1990年5月までラージヤ・サバー議員としてインドの大統領候補にノミネート[2]
- 2017年9月23日、Googleは、チャタジーの100回目の誕生日を記念し、24時間、Google Doodleを掲示[4]
- C.V Ramen賞、P.C Ray賞、S.S Bhatnagar賞等、様々な賞も受賞

## 関連文献
- Ghosal, Shibnath (8 April 2003). “A Tribute to Prof. Asima Chatterjee”. Arkivoc 2003 (9):  1–3. doi:10.3998/ark.5550190.0004.901 2017年6月1日閲覧。.
- “ASIMA CHATTERJEE”. Ignite - Global Fund for Women.   Global Fund for Women (2014年12月8日). 2017年6月1日閲覧。
- De, Asish (1 January 2015). “Asima Chatterjee: A unique natural products chemist”. Resonance: Journal of Science Education 20 (1):  6–22. doi:10.1007/s12045-015-0148-9.